# Abelardo (nombre)
Abelardo es un nombre propio masculino de origen germánico a través del latín: Abaelardus. Deriva de dos voces germánicas; ebar y hart con el significado de "príncipe fuerte", aunque también puede significar "abeja reina".
La Iglesia católica celebra la figura de San Abelardo, fundador de un monasterio en Ratisbona en el siglo VIII. El nombre Abelardo se popularizó con la figura del filósofo francés Pedro Abelardo y sus famosos amores con Eloísa.

## Santoral
- 2 de enero: Adelardo de Corbie Adelardo, Adalardo o Abelardo de Corbie, O.S.B. (Huise, 752-Corbie, 2 de enero de 826 u 827)[1] fue un noble, militar y abad católico franco,[2] miembro de la dinastía de los Pipínidas, como primo del rey Carlomagno. Es considerado uno de los grandes abades de la época carolingia.[3]
- 9 de febrero: San Abelardo Cada 9 de febrero, la Iglesia Católica conmemora a San Abelardo, un erudito escocés del siglo VIII cuya vida estuvo dedicada al estudio y la enseñanza de las Sagradas Escrituras.[4]

## Variantes
- Femenino: Abelarda.

### Variantes en otros idiomas
| Variantes en otras lenguas | Variantes en otras lenguas |
| -------------------------- | -------------------------- |
| Español                    | Abelardo                   |
| Catalán                    | Abelard                    |
| Gallego                    | Abelardo                   |
| Asturiano                  | Abelardu                   |
| Alemán                     | Eberhard                   |
| Coreano                    | 아벨라르 (Abellaleu)       |
| Chino                      | 阿韦拉多 (Ā wéi lā duō)    |
| Danés                      | Abelard                    |
| Esperanto                  | Abelardo                   |
| Francés                    | Abélard                    |
| Griego                     | Αβελάρδος (Abelardos)      |
| Neerlandés                 | Abaelardus                 |
| Inglés                     | Abelard                    |
| Italiano                   | Abelardo                   |
| Japonés                    | アベラルド (Aberarudo)     |
| Latín                      | Abaelardus                 |
| Letón                      | Abelārs                    |
| Lituano                    | Abelardas                  |
| Noruego                    | Abelard                    |
| Polaco                     | Abelard                    |
| Portugués                  | Abelardo                   |